# 46 Leonis
46 Leonis, eller ES Leonis, är en pulserande variabel av halvregelbunden typ (SRB:) i stjärnbilden Lejonet.
46 Leonis varierar mellan fotografisk magnitud +5,46 och 5,56 utan någon fastställd periodicitet. Den befinner sig på ett avstånd av ungefär 695 ljusår.